# Elektrownia szczytowo-pompowa Kruonis
Elektrownia szczytowo-pompowa Kruonis – litewska elektrownia szczytowo-pompowa w pobliżu miejscowości Kronie (lit. Kruonis), 34 km (21 mi) na wschód od Kowna. Jedyna elektrownia szczytowo-pompowa w krajach bałtyckich.

## Rola
Stanowi rezerwuar energii dla całej sieci energetycznej kraju - zapewniając 94% rezerw. Współpracuje z Kowieńską Elektrownią Wodną i elektrownią termiczną w Elektrenach. W czasie tzw. doliny nocnej, gdy zapotrzebowanie na energię elektryczną znacząco maleje, a jej ceny spadają, pompuje wodę z Zalewu Kowieńskiego do górnego zbiornika. 
Elektrownia połączona jest 330 kV linią wysokiego napięcia z Kownem i największą, litewską, węglową siłownią termiczną Elektreny, której niewykorzystaną energię głównie gromadzi.
Początkowo siłownia miała mieć moc 1,6 GW. Obecnie pracują cztery 225 MW generatory zapewniające łącznie 900 MW mocy. Przy pełnym napełnieniu zbiornika górnego siłownia jest w stanie przekazywać do sieci szczytową moc przez ok. 12 godzin, co zapewnia blisko 11 GWh energii. Potrzebuje 120 sekund, aby uzyskać pełną moc.
W pobliżu siłowni powstaje park przemysłowo-technologiczny mający bazować na zapewnianej przez nią taniej energii, co sprzyja lokalizowaniu na jego terenie centrów obliczeń i danych.

## Rozbudowa w elektrownię słoneczną
W 2019 roku podjęto projekt mający pokryć powierzchnię górnego zbiornika ogniwami fotowoltaicznymi. Pierwszy, eksperymentalny etap projektu do 2021 roku zapewni moc 60 kWp. Szacuje się, że planowane do 2025 pokrycie całej powierzchni górnego zbiornika zapewni szczytową moc rzędu 200-250 MWp, tj. dwukrotnie więcej niż sąsiednia Kowieńska Elektrownia Wodna.